# 董傳策
董傳策（1530年—1579年），字原漢、元漢，號幼海，直隸松江府華亭縣（今上海市松江區）人，明朝政治人物、同進士出身。

## 生平
嘉靖二十八年（1549年）己酉科應天府鄉試第五十八名舉人，二十九年（1550年）联登庚戌科三甲進士，授南京太常寺博士，遷刑部四川司主事。嘉靖三十七年（1559年）上疏彈劾嚴嵩。疏入，下詔獄。謫戍南寧。
明穆宗即位，召復原職，升任郎中。隆慶二年（1568年）擔任太僕寺卿。隆慶五年累遷南京大理卿，進南京工部右侍郎。萬曆元年就改南京禮部右侍郎。言官劾董傳策受賄，被罷免歸鄉。萬曆七年夏五月因压迫家奴，被家奴所害，年五十。

## 著作
著有《奏疏辑略》、《奇游漫记》二卷、《采薇集》十四卷、《幽贞集》十一卷、《蘧塵稿》七卷、《巴歙稿》七卷、《霸繩》二卷、《中述》二卷、《忆远游》一篇、《述史》二十篇、《景献》三十篇。

## 家族
髙祖董綸，監察御史。曾祖董懌，號守菴，磁綿二知州，進階奉議大夫。祖父董繼芳。父董體仁，歲貢生。母宋氏。具庆下。兄傳性、傳謨、傳教、傳詩、傳典。弟傳章、傳科、傳史、傳奇、傳聲、傳習、傳一。
- 元配李淑人生一女，嫁太學生李自約。侧室王氏生子董瑋（玉柱）、玉衡。
- 弟董晉，原名董傳史，字昭甫，隆慶元年丁卯舉人，晉孫董象恒，萬曆四十七年進士，官浙江巡撫。
- 族弟董羽宸，萬曆四十一年進士，官吏部侍郎。

## 延伸阅读
- 徐階《嘉議大夫南京禮部右侍郎幼海董公墓志铭》

[在维基数据编辑]
 《明史卷二百一十》，出自《明史》